# Yun Mi-Jin
Yun Mi-Jin (en coreano: 윤미진; Daejeon, 30 de abril de 1983) es una deportista surcoreana que compitió en tiro con arco, en la modalidad de arco recurvo.
Participó en dos Juegos Olímpicos de Verano en los años 2000 y 2004, obteniendo tres medallas, dos oros en Sídney 2000 y oro en Atenas 2004. Ganó tres medallas de oro en el Campeonato Mundial de Tiro con Arco al Aire Libre, en los años 2003 y 2005.

## Palmarés internacional
| Juegos Olímpicos                 | Juegos Olímpicos            | Juegos Olímpicos | Juegos Olímpicos |
| Año                              | Lugar                       | Medalla          | Prueba           |
| -------------------------------- | --------------------------- | ---------------- | ---------------- |
| 2000                             | Sídney (Australia)          | Medalla de oro   | Individual       |
| 2000                             | Sídney (Australia)          | Medalla de oro   | Equipo           |
| 2004                             | Atenas (Grecia)             | Medalla de oro   | Equipo           |
| Campeonato Mundial al Aire Libre |                             |                  |                  |
| Año                              | Lugar                       | Medalla          | Prueba           |
| 2003                             | Nueva York (Estados Unidos) | Medalla de oro   | Individual       |
| 2003                             | Nueva York (Estados Unidos) | Medalla de oro   | Equipo           |
| 2005                             | Madrid (España)             | Medalla de oro   | Equipo           |